# Port Friendly
Port Friendly er et dansk indie rockband, der udgav deres første album i 1995. Bandet består af Sebastian Høeg Gulmann (vokal, elektrisk og akustisk guitar), Peter Neergaard Henrichsen (vokal, elektrisk og akustisk guitar, trommer, klaver, keyboard og mundharpe) og Martin Krogh (bas).

## Historie

### Begyndelsen
Sebastian Høeg Gulmann og Peter Neergaard Henrichsen mødte hinanden i gymnasietiden, hvor de startede med at spille i bandet Charlie Rex, sammen med Niels (trommer) og Sophus (bas). Charlie Rex udgav et selvbetitlet demobånd med fem sange på.

### Velkommen til
Det var også under navnet Charlie Rex at bandet blev "opdaget" af Nikolaj Nørlund (bl.a. Trains and Boats and Planes, The Rhonda Harris). Under indspilningsprocessen til deres første album Welcome To Port Friendly, besluttede bandet sig for at tage navneforandring til Port Friendly, samtidig med at Anders Reuss (bas) fra bandet The Naked og Martin Lose (trommer) var blevet permanente medlemmer. Welcome To Port Friendly blev produceret af Nikolaj Nørlund, hvilket var hans debut som pladeproducer. Som gæstemusikere på debutalbummet medvirkede Jesper Sand (bl.a. Thau og Crunchy Frog Records) og Klaus Mandal Hansen (Learning From Las Vegas).
Port Friendly havde flere sange fra deres debutalbum med i Det Elektriske Barometer på P3 i 1996, bl.a. Take Me To Paris, The Sweetest Girl og Dark Plate.
Albummet Welcome To Port Friendly blev rost meget i engelske aviser.
Efter det første album trådte Anders Reuss ud af bandet. Han blev først erstattet efter udgivelsen af Lordship Lane i 1999 af Martin Krogh (bas), der har været en del af Port Friendly lige siden.

### Herligheden i Sydøstlondon
Efter at have opholdt sig på Lordship Lane i East Dulwich, Sydøstlondon, i et års tid, begyndte Port Friendly i 1998 at indspille deres andet album i Kildevældskirken på Østerbro i København. Albummet fik titlen Lordship Lane efter den gade de havde boet på i London. I London mødte Port Friendly bl.a. Andy Thompson (Idiot Son), der medvirker på Lordship Lane og Chris Taylor (tidligere medlem i Idiot Son), som de en overgang spillede med i England i 1997. Albummet udkom i 1999 og det høstede stor anerkendelse blandt anmeldere i udlandet, specielt i England. Peter Albrechtsen, Henrik Queitsch og Thomas Treo fra Ekstra Bladet havde også Lordship Lane blandt årets danske albums i 1999.
I London arbejdede Sebastian Høgh Gulmann og Peter Neergaard Henrichsen på et hotel.

### På vej mod solen
I 2003 udkom Port Friendly's tredje album Heading For The Sun, hvor trommeslager Martin Lose vente tilbage til bandet, efter en pause på et par år. Som gæstemusikere på albummet medvirker jazzmusikeren Kasper Tranberg på kornet, samt den gamle punkmusiker, lydmand, tekniker og producer Per Buhl Acs.

### Det hemmelige medlem
På samtlige udgivelser fra Port Friendly har Per Buhl Acs (bl.a. No Knox og 21st Guitars) stået for teknikken, men har også virket som producer på flere af bandets udgivelser, ligesom han har været bandets næsten permanente lydmand, når bandet har spillet koncerter, hvorfor man kan kalde Per Buhl Acs for Port Friendly's hemmelige medlem.

## Status
Port Friendly er fortsat aktive og man kan en sjælden gang i mellem, hvis man er heldig, opleve bandet live. Der har flere gange været rygter om en ny udgivelse fra bandet, bl.a. har Port Friendly spillet nye sange live, men en ny udgivelse lader fortsat vente på sig.

## Andet
Både Sebastian Høeg Gulmann og Peter Neergaard Henrichsen skiftes til at synge i Port Friendly og må derfor begge betragtes som forsangere.
Peter Neergaard Henrichsen spillede klaver under Nikolaj Nørlunds Navnløs-turné omkring 1997 og spillede guitar som en del af 21st Guitars i 2000 og 2002.
Forsangeren fra Learning From Las Vegas, Klaus Mandal Hansen, var en overgang permanent medlem af Port Friendly
Siden 2004 har Peter Neergaard Henrichsen spillet under pseudonymet "Vancouver Island", der er en reference til hans canadiske rødder i byen Victoria. Det er bl.a. blevet til solokoncerter i Canada.

## Udvalgte koncerter
- Sammen med Cornershop på Stengade 30 i 1995.
- Dansk koncert med det amerikanske indie rockband Versus i 1995.
- Miniturné med Baby Bird i England i foråret 1998.
- Debut på Roskilde Festival i 1999[11].
- Sammen med Spain på Loppen i 1999.
- Koncerter På Rust i 2003 og 2006, hvor bandet i 2003 bl.a. spillede en coverversion af Neil Youngs “Lotta Love”[5].

## Bandmedlemmer
| Nuværende - Peter Neergaard Henrichsen (1992-1995 som Charlie Rex, 1995–nu) - Sebastian Høeg Gulmann (1992-1995 som Charlie Rex, 1995–nu) - Martin Krogh (1999-nu) Tidligere - Martin Lose (1995-1998, 2000-2005) - Anders Reuss (1995-1996) - Sophus G. (1992-1994 i Charlie Rex) - Niels (1992-1993 i Charlie Rex) | Live - Klaus Mandal Hansen (guitar, 1995-1999) - Chris Taylor (bas, 1997, England) - Andy Thompson (trommer, 1997, England) - Nikolaj Nørlund (hammondorgel, 1999, Rust) - Mikael Simpson (mundharpe, 1999, Roskilde Festival) - Christian Geisler Asmussen (klaver, Roskilde Festival, 1999 og keyboard, Rust, 2003) Gæstemusikere - Jesper Sand (bas på sang 3 og 8 fra Welcome To) - Nikolaj Nørlund (orgel på sang 5 fra Welcome To) - Klaus Mandal Hansen (guitar på sang 2 og 12 fra Welcome To) - Andy Thompson (harmoni-vokaler på sang 6, 7, 8 og 9 fra Lordship Lane) - Christian Geisler Asmussen (klaver på sang 9 fra Lordship Lane) - Kasper Tranberg (kornet på Heading For The Sun) - Per Buhl Acs Arkiveret 22. oktober 2012 hos Wayback Machine (programmering på sang 2 og vokal på sang 8 fra Heading For The Sun) |

## Udgivelser
| Studiealbum - Welcome To Port Friendly (1996) 1. This Perfect Sound, 2. Furniture Song, 3. Open Up, 4. The Sweetest Girl, 5. Fiona, 6. Need To See You Gone, 7. Dark Plate, 8. Take Me To Paris, 9. Flashing Light, 10. Floating Star, 11. Coastal Fever, 12. Miss G - Lordship Lane (1999) 1. Falling To The Ground, 2. Crystal Palace (Please Don't Faint), 3. Yes There Is, 4. So Far Away (Too Close To Home), 5. Changing Man, 6. I'm An Escapist, 7. Browsing Through, 8. The Loving Kind, 9. Kiss Eel, 10. Tiny Dog, 11. I'm Poison, 11. Dear Mr.Cabdriver - Heading For The Sun (2003) 1. Carried Away, 2. Sometime Soon, 3. Daylight And Nighttime, 4. Heading For The Sun, 5. Still Playing, 6. Stars, 7. The Songs Don't Make You Fly, 8. The Girl, 9. Autumn Lake, 10. Movie Theme (studio breakdown) EP - 7" Take Me To Paris (1997) Side a: Take Me To Paris Side b: Mystics II (18th Dye cover) | Andre Udgivelser - Cloudland Christmas Compilation '95 (1995) Sang 3. Port Friendly: Let's Surf (fra Welcome To indspilningerne) - Pop Biz Volume 3 (1996) Sang 23. Port Friendly: Open Up (fra Welcome To) - 18th Dye - Left (b-sides and outtakes) (1998) Sang 8. Port Friendly: Mystics II(18th Dye cover) - Zoo Magazine CD 18 (1998) Sang 8. Port Friendly: Kiss Eel (fra Lordship Lane) - Comes With A Smile (1999) Sang 8. Port Friendly: On The Shore (fra Lordship Lane indspilningerne) Uudgivet sange - Talisker (fra Lordship Lane indspilningerne) - So Tough (fra Heading For The Sun indspilningerne) - Rock Music (fra Heading For The Sun indspilningerne) - Nothing Is Quite What It Ought To Be (fra Heading For The Sun indspilningerne) Demo - Charlie Rex (1993) 1. Pearlie's Sweat, 2. In The House, 3. Wounded Blind, 4. Little Cat, 5. Titanic |

### Ekstra referencer
- Anmeldelse af Welcome To i Gaffa (1996)

- Port Friendly live foto fra europhoto Arkiveret 4. marts 2016 hos  Wayback Machine (1996)

- Interview med Sebastian Høeg Gulmann og Peter Neergaard Henrichsen i Gaffa (1998)

- Interview med Peter Neergaard Henrichsen i Gaffa (1999)

- Interview med Sebastian Høeg Gulmann og Peter Neergaard Henrichsen i Gaffa/Roskilde Festival (1999)

- Anmeldelse af Lordship Lane i Gaffa Arkiveret 7. marts 2016 hos  Wayback Machine (1999)

- Anmeldelse af Heading For The Sun i Gaffa Arkiveret 12. marts 2016 hos  Wayback Machine (2003)

- Optakt til nyt album, samt koncert fra Soundvenue Arkiveret 11. januar 2022 hos  Wayback Machine (2003)

- Artikel til koncert på Rust fra Soundvenue Arkiveret 22. februar 2021 hos  Wayback Machine (2003)

- Anmeldelse af Heading For The Sun i BT (2003)

- Anmeldelse af Heading For The Sun i Politiken (Webside ikke længere tilgængelig) (2003)

- Koncertanmeldelse af Port Friendly på Rust fra Soundvenue Arkiveret 22. februar 2021 hos  Wayback Machine (2003)